# Proliferálósejt-magantigén
A proliferálósejt-magantigén (PCNA) DNS-kapocs, a DNS-polimeráz δ replikációhoz szükséges processzivitási faktora. A PCNA homotrimer, processzivitását a DNS-t körbevéve éri el, ahol támaszt, és a DNS-replikációban, a DNS-javításban, a kromatinátrendezésben és az epigenetikában fontos fehérjéket aktivál.
Sok fehérje kölcsönhat a PCNA-val a két PCNA-val kölcsönható motívum, a PCNA-kölcsönható peptid (PIP) box vagy az AlkB-homológ 2 PCNA-kölcsönható motívum (APIM) valamelyikével. A PIP-boxszal a PCNA-hoz kötő fehérjék elsősorban a DNS-replikációban, az APIM-mal kötők elsősorban a genotoxikus stresszben fontosak.

## Funkció
A gén által kódolt fehérje a magban található és a DNS-polimeráz δ kofaktora. A kódolt fehérje homotrimerként működik és segíti a vezető száli szintézis processzivitásának növelését a DNS-replikáció során. DNS-károsodás esetén a fehérje ubikvitinálódik, és a RAD6-dependens DNS-javító útban vesz részt. Két azonos fehérjét kódoló transzkriptumvariáns ismert a génhez. A 4. és az X-kromoszómán ismertek pszeudogénjei.
A PCNA megtalálható archeákban is a polD, az egyetlen többfunkciós archea-DNS-polimeráz processzivitási faktorjaként.

## Struktur
A PCNA 261 aminosavból áll, molekulatömege mintegy 28,7 kDa. A fehérje 3 azonos alegységből áll (homotrimer), melyek gyűrűt alkotnak és 12 szimmetrikusan elhelyezkedő α-hélixszel kötnek a kétszálú DNS-hez (dsDNS).

## Evolúció
A PCNA funkcionálisan a bakteriális β-clamphez hasonlít, mely a PCNA-hoz hasonlóan 12 szimmetrikusan elhelyezkedő α-hélixszel köt a DNS-hez, azonban a PCNA-val ellentétben homodimer. Ez a DNS-polimeráz III β-alegységének két molekulájából áll. A β-clampet a γ-komplex teszi a DNS-re. A γ-komplex 5 alegységével az eukarióta RFC-hez hasonlít.

## Magi expresszió a DNS-szintézis során
A PCNA-t eredetileg a sejtmagban a sejtciklus S fázisa során expresszált antigénként azonosították. Egy részét szekvenálták, e szekvenciával cDNS-klónt izoláltak. A PCNA a DNS-polimeráz δ-t (Pol δ) a DNS-hez közel tartja. A PCNA-t a DNS-hez to a replikációs faktor C kapcsolja, mely az AAA+ ATPázosztály heteropentamer tagja. A PCNA-expressziót az E2F transzkripciós faktort tartalmazó komplexek irányítják.

## Szerep a DNS-javításban
Mivel a DNS-polimeráz ε fontos a kivágott DNS-szálak reszintézisében a DNS-javítás során, a PCNA a DNS-szintézishez és a DNS-javításhoz is fontos.
A PCNA fontos a posztreplikációs javításban is. Ennek 2 alútvonala van:
1. Egy transzléziós szintézis, melyet csak bizonyos, aktív helyeikre a megálló replikatív polimerázokkal ellentétben károsodott bázist illeszteni tudó és a hibát átugró polimerázok tudnak és
2. egy feltételezett „templátváltás”, mely a homológ rekombinációval történő károsodásátugrást teheti lehetővé.

A PCNA ezek aktiválásához és a sejt által használt út kiválasztásához fontos. A PCNA poszttranszlációsan ubikvitinálódik. A 164. lizinen lévő ubikvitin aktiválja a transzléziós szintézist. Ennek bővülése nem kanonikus Lys63-kötött poliubikvitinlánccal a PCNA-n feltehetően a templátváltást aktiválja. Továbbá a PCNA Lys164 (és kisebb mértékben a Lys127) kis ubikvitinszerű módosító (SUMO) általi módosulása inhibeálja a templátváltást. Ennek oka, hogy a SUMO-ilált PCNA a homológ rekombinációhoz szükséges Rad51 nukleoprotein szálakat megzavaró Srs2 DNS-helikázt aktiválja.

## PCNA-kötő fehérjék
A PCNA számos fehérjével kölcsönhat.
- Apoptotikus faktorok
- ATPázok
- báziseltávolításos javítást végző enzimek
- sejtciklusszabályzók
- kromatin-újramodellezési faktor
- kapocstöltő
- kohezin
- DNS-ligáz
- DNS-metiltranszferáz
- DNS-polimerázok
- E2 SUMO-konjugáló enzim
- E3 ubikvitinligázok
- Flap endonukleáz
- Helikázok
- Hiszton-acetiltranszferáz
- Hisztonchaperon
- Hiszton-deacetiláz
- párhibajavító enzimek
- licencelő faktor
- NKp44-receptor
- a nukleotideltávolításos javítás enzimjei
- poli-ADP-ribóz-polimeráz
- prokaszpázok[21]
- fehérjekinázok
- TCP-fehérjedomén
- topoizomeráz

## Kölcsönhatások
A PCNA az alábbi fehérjékkel kölcsönhat:
- annexin A2[22]
- CAF-1[23][24][25]
- CDC25C[26]
- CHTF18[22]
- ciklin D1[27][28]
- ciklin O[22][29]
- ciklindependens kináz 4[28][30]
- ciklindependenskináz-inhibitor 1C[31]
- DNMT1[32][33][34]
- EP300[35]
- testvérkromatidakohézió-létrehozó 2[36]
- flap szerkezetspecifikus endonukleáz 1[37][38][39][40][41][42][43]
- GADD45A[44][45][46][47][48]
- GADD45G[49][50]
- HDAC1[51]
- HUS1[52]
- ING1[53]
- KCTD13[54]
- KIAA0101[43]
- Ku70[22][55]
- Ku80[22][55][56]
- MCL1[57]
- MSH3[22][58][59]
- MSH6[22][58][59]
- MUTYH[60]
- P21[31][39][43][61][62][63][64][65]
- POLD2[66]
- POLD3[22][67]
- POLDIP2[68]
- POLH[69]
- POLL[70][71][72]
- RFC1[22][61][73][74][75]
- RFC2[22][76][77]
- RFC3[22][78]
- RFC4[22][76]
- RFC5[22][74][76]
- ubikvitin C[79][80][81]
- Werner-szindróma-ATP-dependenshelikáz[82][83]
- XRCC1[84]
- Y-box-kötő fehérje 1[85]

A PCNA-val APIM révén kölcsönhatnak például a humán AlkB-homológ 2, a TFIIS-L, a TFII-I, a Rad51B, az XPA, a ZRANB3 és az FBH1.

## Használat
Anti-PCNA antitestek, például a Ki-67 monoklonális antitest, használhatók a különböző tumorok, például asztrocitóma osztályzására. Értékük lehet diagnosztikai vagy prognosztikai. A PCNA magi eloszlásának leképezése antitestjelöléssel használható a sejtciklus S fázisának korai, középső vagy késői részének megkülönböztetésére. Ezek fontos korlátja, hogy a sejteket rögzíteni kell, lehetséges hibákat okozva.
Azonban a replikáció és a javítás dinamikája élő sejtekben a PCNA transzlációs fúzióival vizsgálható. A transzfekció szükségességének megszüntetéséhez és a nehezen transzfektálható vagy rövid életű sejtek problémájának megkerüléséhez sejtpermeábilis replikációs és javítási markerek használhatók. E peptidek lehetővé teszik az in situ, élő szövetben történő használatot és az osztódó sejtek megkülönböztetését a javítás alatt állóktól.
A caPCNA, egy ráksejtekben gyakori poszttranszlációsan módosult PCNA-izoforma potencális rákterápiás célpont. Egy 2023-as City of Hope National Medical Center-preklinikaikutatás egy AOH1996-ot használó célzott kemoterápiáról szól, mely szupresszálja a tumornövekedést jelentős mellékhatás nélkül.

## Fordítás
- Ez a szócikk részben vagy egészben  a   Proliferating cell nuclear antigen című angol Wikipédia-szócikk ezen változatának fordításán alapul.  Az eredeti cikk szerkesztőit annak laptörténete sorolja fel. Ez a jelzés csupán a megfogalmazás eredetét és a szerzői jogokat jelzi, nem szolgál a cikkben szereplő információk forrásmegjelöléseként.
- Ez a szócikk részben vagy egészben  a   Proliferating-Cell-Nuclear-Antigen című német Wikipédia-szócikk ezen változatának fordításán alapul.  Az eredeti cikk szerkesztőit annak laptörténete sorolja fel. Ez a jelzés csupán a megfogalmazás eredetét és a szerzői jogokat jelzi, nem szolgál a cikkben szereplő információk forrásmegjelöléseként.